# 喬治·舍齡
乔治·阿伯特·舍齡爵士 OBE（Sir George Albert Shearing，1919年8月13日—2011年2月14日），英国爵士樂钢琴家，多年来领导一个流行的爵士乐队，为Discovery Records、MGM唱片和Capitol唱片录制唱片。 他亦為30多首歌曲，包括標準爵士樂的《鳥語搖籃曲》和《Conception》，其多首專輯在1950年代、60年代、80年代和90年代期间登上《告示牌》唱片排行榜上拥有多张专辑。 他在纽约市逝去，死於心力衰竭，享年91岁。

## 獎項
- 在英国女王伊丽莎白二世和菲利普亲王的皇家指挥表演中演出
- 为美国总统杰拉尔德·福特、吉米·卡特和罗纳德·里根演出
- 1968年美国成就学院金盘奖[3]
- 1975年犹他州盐湖城威斯敏斯特学院荣誉音乐博士学位
- 1978年Horatio Alger杰出美国人奖
- 1983年格莱美奖
- 1984年格莱美奖
- 1993年艾弗·諾韋洛终身成就奖
- 1994年纽约汉密尔顿学院音乐博士荣誉学位
- 1996年被英国女王伊丽莎白二世在白金汉宫授予“为音乐和英美关系服务”的大英帝国勋章，被列入女王生日荣誉名单
- 1998年获得纽约市国家艺术俱乐部颁发的首届美国音乐奖
- 2002年获得印第安纳州迪堡大学荣誉音乐博士学位
- 2003年BBC爵士奖终身成就奖[4]
- 2007年因音乐服务而被授予爵士